# HD 92788 b
HD 92788 b (بالإنجليزية: HD 92788 b)‏ الذي يرمز له بالرمز HD 92788b، هو كوكب خارج المجموعة الشمسية، في كوكبة السدس، يتبع HD 92788 ‏.

## الاكتشاف
اكتشف في 25 يوليو 2000، وكانت طريقة الاكتشاف Doppler spectroscopy.